# فلورنسیا پنیا

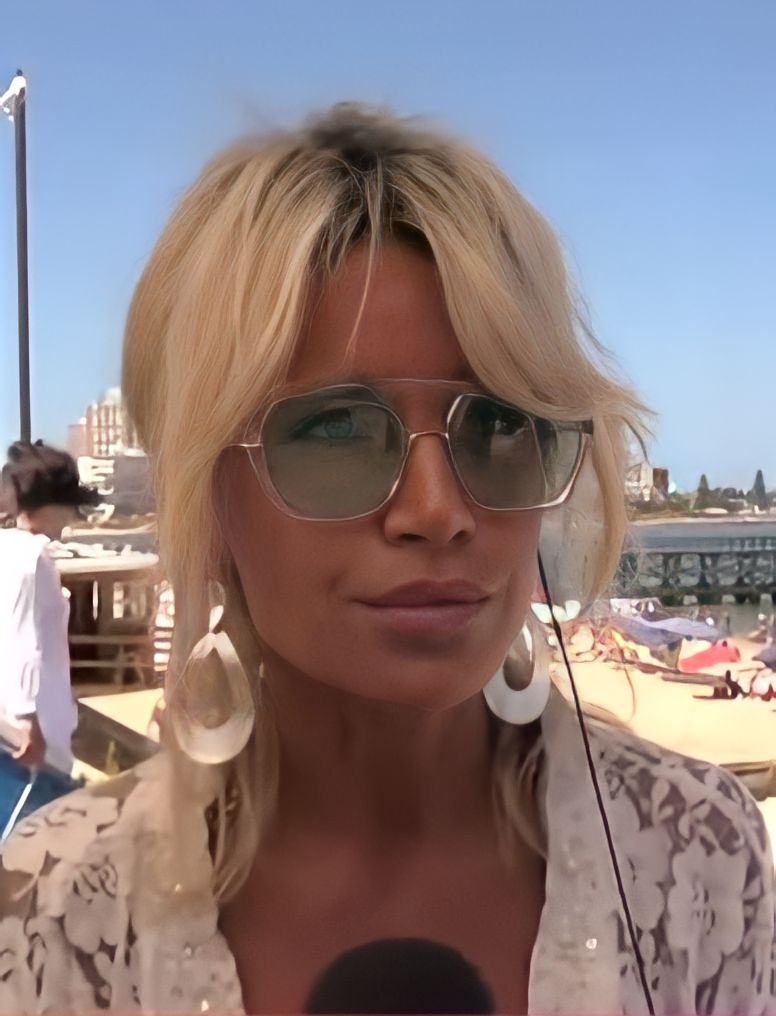

ماریا فلورنسیا پنیا (به انگلیسی: کلیپوله، استان بوئنوس آیرس،  ۷ نوامبر ۱۹۷۴) بازیگر، کمدین و مجری آرژانتینی است. او عمدتاً به خاطر بازی در شخصیت مونی آرجنتو در فیلم ازدواج کرده با کودکان شناخته شده‌است. او همچنین در سریال‌های کمدی مانند Poné a Francella و La niñera بازی کرده است.